# Província d'Eliodoro Camacho

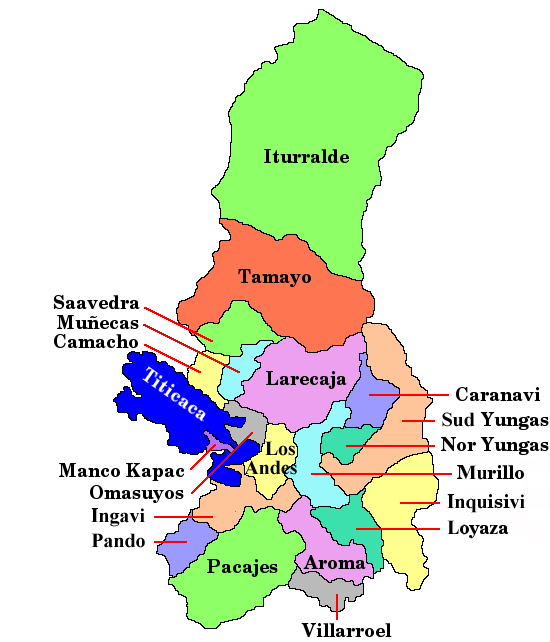
Les províncies del Departament de La Paz

La província d'Eliodoro Camacho és una de les 20 províncies del Departament de La Paz a Bolívia. Consta de cinc municipis: Puerto Acosta (capital de la província), Mocomoco, Puerto Carabuco, Umanata i Escoma.